# Consejerías de la Generalidad Valenciana
El 25 de julio de 2023, el Diario oficial de la Generalidad Valenciana (DOGV) publicó el Decreto 112/2023, de 25 de julio, del Consejo, por el que establece la estructura orgánica básica de la Presidencia y de las consejerías de la Generalidad.
| Consejería                                                 | Titular                       | Fotografía | Competencias | Dirección                                 | Página web                 |
| ---------------------------------------------------------- | ----------------------------- | ---------- | --- | ----------------------------------------- | -------------------------- |
| Agricultura, Agua, Ganadería y Pesca                       | Miguel Barrachina Ros         |            | Agricultura, ganadería, pesca, alimentación, medio ambiente, recursos hídricos, cambio climático, desarrollo rural, política agraria común y prevención de incendios. | Calle de la Democracia, 77 46018 Valencia | agricultura.gva.es         |
| Educación, Cultura, Universidades y Empleo                 | José Antonio Rovira Jover     |            | Educación, formación profesional reglada y política lingüística. | Avenida de Campanar, 32 46015 Valencia    | ceice.gva.es               |
| Emergencias e Interior                                     | Juan Carlos Valderrama Zurián |            | Interior, protección civil, coordinación de policías locales, gestión de la unidad del Cuerpo Nacional de Policía adscrita en la Comunidad Valenciana (Policía de la Generalidad), seguridad pública y gestión de las competencias en materia de situaciones de emergencia | Paseo de la Albereda, 16 46010 Valencia   | emergencias.gva.es         |
| Hacienda y Economía                                        | Ruth María Merino Peña        |            | Hacienda, economía, modelo económico y financiación, sector público empresarial y fundacional de la Generalitat y consorcios no sanitarios adscritos a la Generalitat, patrimonio, proyectos y fondos europeos, y tecnologías de la información y la comunicación de la Administración. | Calle del Palau, 14 46003 Valencia        | hisenda.gva.es             |
| Innovación, Industria, Comercio y Turismo                  | Marián Cano García            |            | Industria, energía, sectores productivos, comercio interior y exterior, ferias sectoriales y actividades promocionales, artesanía, consumo y turismo. | Calle de la Democracia, 77 46018 Valencia | innova.gva.es cindi.gva.es |
| Justicia y Administración Pública                          | Nuria Martínez Sanchis        |            | justicia, reforma democrática, consultas populares, colegios profesionales, fundaciones, asociaciones, registros y notariado. | Calle de la Democracia, 77 46018 Valencia | cjusticia.gva.es           |
| Medio Ambiente, Infraestructuras y Territorio              | Vicente Martínez Mus          |            | Medio Ambiente, Agua, Vertebración del territorio, paisaje y regeneración urbana y sostenibilidad energética habitacional. | Calle de la Democracia, 77 46018 Valencia | habitatge.gva.es           |
| Recuperación Económica y Social de la Comunitat Valenciana | Francisco José Gan Pampols    |            | Educación, formación profesional reglada y política lingüística. | Calle Amadeo de Saboya, 2 46010 Valencia  | recuperacio.gva.es         |
| Sanidad                                                    | Marciano Gómez Gómez          |            | Sanidad, salud pública, farmacia, evaluación, investigación e innovación sanitaria, planificación, calidad y atención al paciente. Además, gestiona la red de hospitales y centros públicos de atención médica. | Calle de Micer Mascó, 31 46010 Valencia   | san.gva.es                 |
| Servicios Sociales, Igualdad y Vivienda                    | Susana Camarero Benítez       |            | Servicios sociales, sistema sociosanitario, derechos humanos, atención a las personas en situación de dependencia, derechos de las personas con diversidad funcional, igualdad entre hombres y mujeres, políticas de derechos y reconocimiento de la diversidad étnica y cultural y diversidad sexual, reto demográfico, vivienda, regeneración urbana, edificación, parque público de vivienda, arquitectura y diseño y calidad en la edificación. | Calle de la Democracia, 77 46018 Valencia | inclusio.gva.es            |